# Michael Herman
Michael Herman, född cirka 1718 i Strömstad, död 21 mars 1790 i Karlstad, var en svensk skråmålare.
Han var son till hjul- och vagnmakaren Sebastian Herman och Margareta Falk, gift första gången med Helena Utterberg (död 1769) och från 1769 med Beata Clemens. 
Herman var verksam som skråmålare i Karlstad, han blev mästare i Göteborgs Målareämbete 1753. Av hans målningar är få bevarade och hans mest kända alster är Kristus på korset. Bland hans lärlingar märks kyrkomålaren Eric Jonæus.   